# Yoğunoluk, Kadirli
Yoğunoluk là một xã thuộc huyện Kadirli, tỉnh Osmaniye, Thổ Nhĩ Kỳ. Dân số thời điểm năm 2010 là 1325 người.